# Сиговил (Тексас)
Сиговил (енгл. Seagoville) град је у америчкој савезној држави Тексас. По попису становништва из 2010. у њему је живело 14.835 становника.

## Демографија
Према попису становништва из 2010. у граду је живело 14.835 становника, што је 4.012 (37,1%) становника више него 2000. године.
| Група             | 2000.         | 2010.         |
| Белци             | 7.618 (70,4%) | 7.167 (48,3%) |
| Афроамериканци    | 1.041 (9,6%)  | 2.488 (16,8%) |
| Азијати           | 61 (0,6%)     | 79 (0,5%)     |
| Хиспаноамериканци | 1.905 (17,6%) | 4.845 (32,7%) |
| Укупно            | 10.823        | 14.835        |